# Mohr Siebeck
Mohr Siebeck, ou Mohr Siebeck Verlag, est une maison d'édition allemande spécialisée dans les publications universitaires : histoire, philosophie, droit, théologie, études juives et chrétiennes, économie, sciences humaines et sociales... 
Cette maison indépendante, fondée en 1801 à Francfort-sur-le-Main sous forme de librairie, est devenue une librairie universitaire à Heidelberg en 1805. Restée une entreprise familiale pendant quatre générations, elle a désormais son siège social à Tübingen. 
Mohr Siebeck a notamment édité Adam Smith, Friedrich Hayek, Mancur Olson, Max Weber, Karl Popper et Hans-Georg Gadamer.